# Copa Mundial de Tenis Juvenil
La Copa Mundial de Tenis Juvenil (World Junior Tennis en inglés), también conocida como Copa Mundial de Tenis Sub-14, es una competición internacional de tenis, organizada por la Federación Internacional de Tenis (ITF), para menores de 14 años. A diferencia de la mayoría de los eventos de tenis a nivel mundial, en la Copa Mundial de Tenis no participan jugadores a título individual, sino equipos nacionales compuestos por diversos jugadores designados por su federación nacional deportiva. La Copa Mundial de Tenis Junior, disputada desde 1991, a diferencia de la Copa Davis, es un torneo tanto para hombres como para mujeres.

## Resultados

### Ganadores Masculinos
| Año  |                           | Campeón        |   |   | Subcampeón      |                                       | Fecha | Lugar                                         |
| ---- | ------------------------- | -------------- | - | - | --------------- | ------------------------------------- | ----- | --------------------------------------------- |
| 1991 | Bandera de España         | España         | 2 | 1 | Italia          | Bandera de Italia                     | 1991  | Yamanakako Tennis Club, Japón                 |
| 1992 | Bandera de Austria        | Austria        | 2 | 1 | Estados Unidos  | Bandera de Estados Unidos             | 1992  | Yamanakako Tennis Club, Japón                 |
| 1993 | Bandera de Francia        | Francia        | 2 | 1 | Eslovenia       | Bandera de Eslovenia                  | 1993  | Yamanakako Tennis Club, Japón                 |
| 1994 | Bandera de Italia         | Italia         | 2 | 1 | Bélgica         | Bandera de Bélgica                    | 1994  | Yamanakako Tennis Club, Japón                 |
| 1995 | Bandera del Reino Unido   | Reino Unido    | 3 | 0 | Alemania        | Bandera de Alemania                   | 1995  | Yamanakako Tennis Club, Japón                 |
| 1996 | Bandera de Argentina      | Argentina      | 3 | 0 | Suecia          | Bandera de Suecia                     | 1996  | Higashiyama Keon Tennis Centre, Nagoya, Japón |
| 1997 | Bandera de Sudáfrica      | Sudáfrica      | 3 | 0 | República Checa | Bandera de República Checa            | 1997  | Higashiyama Keon Tennis Centre, Nagoya, Japón |
| 1998 | Bandera de Austria        | Austria        | 3 | 0 | Argentina       | Bandera de Argentina                  | 1998  | Higashiyama Keon Tennis Centre, Nagoya, Japón |
| 1999 | Bandera de Francia        | Francia        | 2 | 1 | Chile           | Bandera de Chile                      | 1999  | TK Prostejov Club, Prostejov, República Checa |
| 2000 | Bandera de España         | España         | 3 | 0 | Rusia           | Bandera de Rusia                      | 2000  | TK Prostejov Club, Prostejov, República Checa |
| 2001 | Bandera de Alemania       | Alemania       | 2 | 0 | Yugoslavia      | Bandera de Yugoslavia                 | 2001  | TK Prostejov Club, Prostejov, República Checa |
| 2002 | Bandera de Estados Unidos | Estados Unidos | 2 | 1 | España          | Bandera de España                     | 2002  | TK Prostejov Club, Prostejov, República Checa |
| 2003 | Bandera de Estados Unidos | Estados Unidos | 2 | 1 | Japón           | Bandera de Japón                      | 2003  | TK Prostejov Club, Prostejov, República Checa |
| 2004 | Bandera del Reino Unido   | Reino Unido    | 2 | 1 | República Checa | Bandera de República Checa            | 2004  | TK Prostejov Club, Prostejov, República Checa |
| 2005 | Bandera de Francia        | Francia        | 2 | 1 | Argentina       | Bandera de Argentina                  | 2005  | TK Prostejov Club, Prostejov, República Checa |
| 2006 | Bandera de Italia         | Italia         | 2 | 1 | Japón           | Bandera de Japón                      | 2006  | TK Prostejov Club, Prostejov, República Checa |
| 2007 | Bandera de Australia      | Australia      | 2 | 0 | República Checa | Bandera de República Checa            | 2007  | TK Prostejov Club, Prostejov, República Checa |
| 2008 | Bandera de Estados Unidos | Estados Unidos | 3 | 0 | Francia         | Bandera de Francia                    | 2008  | TK Prostejov Club, Prostejov, República Checa |
| 2009 | Bandera de España         | España         | 2 | 0 | Portugal        | Bandera de Portugal                   | 2009  | TK Prostejov Club, Prostejov, República Checa |
| 2010 | Bandera de Chile          | Chile          | 2 | 1 | Italia          | Bandera de Italia                     | 2010  | TK Prostejov Club, Prostejov, República Checa |
| 2011 | Bandera de Corea del Sur  | Corea del Sur  | 2 | 1 | Japón           | Bandera de Japón                      | 2011  | TK Prostejov Club, Prostejov, República Checa |
| 2012 | Bandera de Estados Unidos | Estados Unidos | 2 | 0 | Corea del Sur   | Bandera de Corea del Sur              | 2012  | TK Prostejov Club, Prostejov, República Checa |
| 2013 | Bandera de Rusia          | Rusia          | 2 | 1 | Estados Unidos  | Bandera de Estados Unidos             | 2013  | TK Prostejov Club, Prostejov, República Checa |
| 2014 | Bandera de Alemania       | Alemania       | 2 | 1 | Canadá          | Bandera de Canadá                     | 2014  | TK Prostejov Club, Prostejov, República Checa |
| 2015 | Bandera de Corea del Sur  | Corea del Sur  | 2 | 1 | España          | Bandera de España                     | 2015  | TK Prostejov Club, Prostejov, República Checa |
| 2016 | Bandera de Argentina      | Argentina      | 2 | 0 | China           | Bandera de la República Popular China | 2016  | TK Prostejov Club, Prostejov, República Checa |
| 2017 | Bandera de Suiza          | Suiza          | 2 | 1 | España          | Bandera de España                     | 2017  | TK Prostejov Club, Prostejov, República Checa |
| 2018 | Bandera de Estados Unidos | Estados Unidos | 2 | 0 | República Checa | Bandera de República Checa            | 2018  | TK Prostejov Club, Prostejov, República Checa |
| 2019 | Bandera de Estados Unidos | Estados Unidos | 2 | 1 | Francia         | Bandera de Francia                    | 2019  | TK Prostejov Club, Prostejov, República Checa |
| 2021 | Bandera de Italia         | Italia         | 2 | 0 | Rusia           | Bandera de Rusia                      | 2021  | TK Prostejov Club, Prostejov, República Checa |
| 2022 | Bandera de Suiza          | Suiza          | 2 | 1 | Alemania        | Bandera de Alemania                   | 2021  | TK Prostejov Club, Prostejov, República Checa |

### Títulos por país Masc.
| País           | Campeón | Subcampeón | Primera | Última |
| Estados Unidos | 6       | 2          | 2002    | 2019   |
| España         | 3       | 3          | 1991    | 2009   |
| Francia        | 3       | 2          | 1993    | 2005   |
| Italia         | 3       | 2          | 1994    | 2021   |
| Argentina      | 2       | 2          | 1996    | 2016   |
| Alemania       | 2       | 1          | 2001    | 2014   |
| Corea del Sur  | 2       | 1          | 2011    | 2015   |
| Austria        | 2       | 0          | 1992    | 1998   |
| Reino Unido    | 2       | 0          | 1995    | 2004   |
| Suiza          | 2       | 0          | 2017    | 2022   |
| Rusia          | 1       | 2          | 2013    | 2013   |
| Chile          | 1       | 1          | 2010    | 2010   |
| Sudáfrica      | 1       | 0          | 1997    | 1997   |
| Australia      | 1       | 0          | 2007    | 2007   |

### Ganadores Femeninos
| Año  |                            | Campeón         |   |   | Subcampeón      |                            | Fecha | Lugar                                         |
| ---- | -------------------------- | --------------- | - | - | --------------- | -------------------------- | ----- | --------------------------------------------- |
| 2011 | Bandera de Serbia          | Serbia          | 2 | 1 | Estados Unidos  | Bandera de Estados Unidos  | 2011  | TK Prostejov Club, Prostejov, República Checa |
| 2014 | Bandera de Rusia           | Rusia           | 2 | 0 | Ucrania         | Bandera de Ucrania         | 2014  | TK Prostejov Club, Prostejov, República Checa |
| 2016 | Bandera de Ucrania         | Ucrania         | 2 | 1 | Estados Unidos  | Bandera de Estados Unidos  | 2016  | TK Prostejov Club, Prostejov, República Checa |
| 2017 | Bandera de Estados Unidos  | Estados Unidos  | 2 | 1 | Ucrania         | Bandera de Ucrania         | 2017  | TK Prostejov Club, Prostejov, República Checa |
| 2018 | Bandera de Rusia           | Rusia           | 2 | 1 | República Checa | Bandera de República Checa | 2018  | TK Prostejov Club, Prostejov, República Checa |
| 2019 | Bandera de República Checa | República Checa | 2 | 0 | Estados Unidos  | Bandera de Estados Unidos  | 2019  | TK Prostejov Club, Prostejov, República Checa |
| 2021 | Bandera de Rusia           | Rusia           | 2 | 0 | Bulgaria        | Bandera de Bulgaria        | 2021  | TK Prostejov Club, Prostejov, República Checa |
| 2022 | Bandera de Rusia           | República Checa | 3 | 0 | Alemania        | Bandera de Alemania        | 2022  | TK Prostejov Club, Prostejov, República Checa |